# 1. SC Znojmo
Le 1.SC Znojmo est un club tchèque de football basé en Moravie-du-Sud dans la ville de Znaïm en Tchéquie, et fondé en 1953.

## Histoire
Le 1.SC Znojmo remporte son premier titre majeur en 2012-2013, en étant sacré champion de Druhá Liga, la deuxième division tchèque.
Le club joue pour la première fois de son histoire en První Liga, la première division tchèque, lors de la saison 2013-2014.

### Historique des noms
- 1952 – DSO Rudá Hvězda Znojmo
- 1969 – TJ Rudá Hvězda Znojmo
- 1990 – SKP Znojmo-Práče
- 1992 – SKPP Znojmo
- 1993 – VTJ SKP Znojmo
- 1994 – VTJ Znojmo-Rapotice
- 1995 – VTJ Znojmo
- 1999 – Fotbal Znojmo
- 2001 – 1. SC Znojmo

## Palmarès
- Druhá Liga (D2) :
  - Champion : 2012-2013

## Anciens joueurs
- Marek Heinz
- Libor Sionko
- Patrik Hrošovský
- Cedrick Mugisha